# Missa Dalmatica
Die Missa Dalmatica ist eine Messe in F-Dur von Franz von Suppè für Männerchor (Tenor I/II und Bass), Solisten (Tenor I/II und Bass) und Orgel.

## Entstehungsgeschichte
Franz von Suppè, der am 18. April 1819 in Spalato (Split) in Dalmatien geboren wurde, komponierte als sein erstes geistliches Vokalwerk eine Messe in F-Dur, deren Manuskript er nach dem Tod seines Vaters am 24. August 1835 vollendete. Diese Messe wurde kurz danach, aber wohl noch vor der Übersiedlung Suppès mit seiner Mutter nach Wien am 13. September 1835 in der Kirche zum Heiligen Franziskus in Zara (heute Zadar) uraufgeführt.
Mit der Messe in F-Dur verschaffte sich der sechzehnjährige Suppè den Zugang zu Ignaz Xaver von Seyfrieds Musiktheorie-Unterricht. Dieser erkannte anhand des Manuskripts das Talent des jungen Komponisten.
Während seiner beruflichen Tätigkeit als Theaterkapellmeister und Komponist von Bühnenmusiken fand Suppè nur wenig Muse zu kirchenmusikalischen Schaffensphasen. Erst 41 Jahre später, 1876, als er mit Fatinitza einen seiner größten Bühnenerfolge feiern konnte, hielt er es für wert, dieses kirchenmusikalische Jugendwerk gründlich zu überarbeiten. Den Anmerkungen in einem Brief an den Franziskaner Donato Fabianić (1808–1890), einem Lehrer bzw. Mentor aus Suppès Kindheit in Zara, zufolge muss die Überarbeitung der unreifen Urfassung „ohne Stimmführung, Harmonie, Stil und Charakter“ von gravierender Natur gewesen sein. Dies lässt sich jedoch nicht mehr überprüfen, da die Urfassung verschollen ist. Suppè schrieb: „Letzten Monat fiel mir durch Zufall ein Teil jener Messe in die Hände, welche ich mit dreizehn Jahren in Zara komponierte und welche in der Kirche zum Heiligen Franziskus mit Deiner Hilfe aufgeführt wurde. Ich gestehe, dass ich viel lachen musste, als ich sah, was für einen Unfug ich geschrieben hatte, ohne Stimmführung, Harmonie und Charakter, ohne die geringste Ahnung von musikalischer Kunst, mit banalen und profanen Melodien. […] Ich hatte die Idee […] diese schlechte Messe neu zu schreiben […] und sie damit als meine erste Arbeit in meiner Heimat zu erhalten. Wie ich aber sagte, besitze ich davon nicht mehr als ein Fragment, und bitte dich daher hiermit, sie mir zukommen zu lassen, da ich sicher bin, dass du eine Kopie von der Messe besitzt. […] In einem Monat spätestens wirst du sie wieder haben, in einer anderen Fassung jedoch, welche die Motive, die am wenigsten absurd sind, beibehalten wird.“
Bereits im Folgejahr 1877 erschien die Erstausgabe für die Stimmen Tenor I/II, Bass und Orgel in dem von Alwin Cranz übernommenen Wiener Verlagshaus C.A. Spina unter dem Titel Missa Dalmatica quam terna virili voce pulsantibus organis concinendam, composuit et Dalmatiae patriae suae dicavit Franciscus nob. Suppé. Diese überarbeitete, zweite Fassung der Missa Dalmatica wurde 1890 unter der Leitung des damaligen Maestro di Cappella Antonio Ravasio in der Kathedrale St. Anastasia in Zadar uraufgeführt und ist seitdem wie auch die gesamte Kirchenmusik Suppès bis auf das gelegentlich aufgeführte Requiem mehr oder weniger in Vergessenheit geraten.

## Charakter der Messe
Charakteristisch für die musikalische Sprache der Missa Dalmatica ist die Integration unterschiedlicher Stilelemente in den von kirchenmusikalischer Tradition geprägten klanglichen und formalen Rahmen.
Bereits das Kyrie mit seinen italienisch-opernhaften Passagen verweist auf diese vielschichtigen Einflüsse.
Der kraftvolle erste Abschnitt im Gloria lässt in seiner strahlenden Wucht Suppès Kenntnisse großer spätbarocker Chormusik erkennen. Die Solopassagen hingegen greifen wieder auf italienisch anmutende diastematische Wendungen zurück, die homogen eingearbeitet sind und die Hauptthematik des Satzbeginns nicht aus den Augen verlieren. Abschnitt D beginnt mit einem höchst eingängigen Belcanto-Solo des ersten Tenors zu arpeggierter Orgelbegleitung, welche später in akkordische Triolenrhythmik übergeht, die gemeinsam mit der punktierten Rhythmik der Gesangsstimme an die Festlichkeit von Wagners Tannhäuser-Ouvertüre erinnert. Die vielfach von Chromatik durchsetzte romantische Harmonik und Diastematik sind nicht zuletzt der Begeisterung Suppès für die epochalen Werke Wagners zu verdanken. Ein weiteres Indiz für die Wagner-Verehrung Suppès ist sein Besuch der ersten Bayreuther Festspiele 1876, dem Jahr der Überarbeitung der Missa Dalmatica.
Das Credo weist dagegen bereits mit dem Beginn im Kanon auf die Beherrschung strenger kontrapunktischer Verarbeitungstechniken hin, wenn auch kombiniert mit einer schwungvollen Thematik im 9/8-Takt. Den Höhepunkt der kontrapunktischen Satztechnik bildet die Fuga des letzten Credo-Abschnitts, der die Thematik des Satzbeginns aufgreift und in der traditionellen Fugentaktart Alla breve präsentiert. Nach der in Quintbeantwortungen gesetzten Fugenexposition geht der Satz in die freie Verarbeitung des Themenmaterials über und führt am Ende, wie für Schluss-Fugierungen des 19. Jahrhunderts üblich, zu einer homophonen Höhepunktgestaltung, der sich die Reprise des Credo-Beginns anschließt.

## Heutige Bedeutung
Erst in jüngerer Zeit findet die Missa Dalmatica wieder neue Beachtung. So wurde sie von einem der größten Männerchöre Deutschlands, dem Kölner Männer-Gesang-Verein, 2006 unter Bernhard Steiner neu einstudiert und am 27. August 2006 im Altenberger Dom aufgeführt. Die Uraufführung einer neuen Fassung für Soli, Männerchor, Orgel und Orchester fand am 1. September 2007 in der Kölner Philharmonie statt.

## Aufnahmen / Tonträger
- Franz von Suppè. Missa Dalmatica. Concentus Choir Bruneck, Hubert Hopfgartner, Adriano Martinolli d’Archy. SoloVoce 8553208; 2010.
- Franz von Suppè. Missa Dalmatica. Lords of the Chords, Jens Wollenschläger. Carus 83.455; 2011.